# Doliodus
Doliodus – rodzaj problematycznego do sklasyfikowania, rekinopodobnego wczesnego szczękowca, łączącego cechy ryb fałdopłetwych (Acanthodii), jak i rekinów. Rodzaj obejmuje 2 gatunki. Obecnie wiele źródeł uznaje ten rodzaj za rybę chrzęstnoszkieletową (Chondrichthyes). Żył we wczesnym dewonie. Uzębienie czy szkielet wewnętrzny upodabniają Doliodus do rekinów, natomiast twarde kolce płetw oraz zewnętrzny szkielet pozaczaszkowy upodabniały go do fałdopłetwych. Ma też cechy upodabniające go do niektórych plakoderm (Placodermi).

## Taksonomia
Początkowo Doliodus problematicus został opisany wyłącznie ze skamieniałości w formie zęba typu diplodontycznego. Autorstwo opisu Doliodus przypisuje się Ramsay'owi Traquair'owi, jest on datowany na rok 1893. Okaz ten istnieje pod sygnaturą NBMG 10127. Później odnajdywano też pozostałości płetw, obręczy barkowej i mózgoczaszki. Szczątki tego żuchwowca odnaleziono w dzisiejszym Nowym Brunszwiku, prowincji wschodniej Kanady, są one datowane na wczesny dewon (ems), 397–400 mln lat temu, choć inne źródła datują skamieniałości na 409 mln lat.
Przynależność D. problematicus jest w istocie problematyczna. Od czasu poznania tego szczękowca zaliczano go albo do gromady ryb chrzęstnoszkieletowych (Chondrichthyes), obejmującej także płaszczki, rekiny czy chimery, albo do ryb fałdopłetwych (Acanthodii). Niektóre cechy tego szczękowca są porównywalne z kolei do ryb pancernych (Placodermi). Przypuszcza się, że fałdopłetwe są grupą parafiletyczną, a niektóre taksony przypisywane do Acanthodii są w rzeczywistości filogenetycznie powiązane z chrzęstnoszkieletowymi. Obecnie wiele źródeł uznaje Doliodus za zwierzę należące do gromady Chondrichthyes, a ponadto wg Maisey et al. powinien on być uznawany za najwcześniejszego żuchwowca. Dodatkowo szczątki Doliodus łączące cechy ryb chrzęstnych oraz fałdopłetwych sugerują, że obie te grupy są ze sobą spokrewnione, a niektóre Acanthodii mogły dać początek rybom chrzęstnym.
W 2017 roku, porównując cechy Climatius reticulatus i Doliodus, zasugerowano, by zmienić nazwę tego pierwszego na Doliodus latispinosus.

## Występowanie

Skamieniałości Doliodus odnaleziono w Nowym Brunszwiku

Doliodus żył we dewonie wczesnym, 397–400 mln lat temu, acz kiedy indziej mówi się, że 409 mln lat.

## Budowa
Posiadał promienie twarde płetw piersiowych (w postaci kolców), co nie jest cechą znaną wśród chrzęstnoszkieletowych. Miał rekinie cechy, takie jak uzębienie czy szkielet wewnętrzny, z kolei twarde kolce płetw oraz zewnętrzny szkielet pozaczaszkowy upodabniały go do fałdopłetwych (jednakże kompleks kolców, jaki jest spotykany u Doliodus, można stwierdzić tylko u niektórych akantodów np. u Gyracanthides). Obie płetwy piersiowe poprzedzone były grubym kolcem, ustawionym pod kątem 40–45° względem osi ciała. Badacze sugerują, że kolce były dłuższe i rozpostarte na boki, a u NBMG 10127 są one ułamane. Kolce sięgają do kości łopatkowo-kruczych w pobliżu, ale nie sięgają głęboko do wnętrza ciała i nie są połączone z żadnym otworem w kości kruczej (np. w przeciwieństwie do Acanthodes). Skan szczątek Doliodus udowodnił, że żuchwowiec ten posiadał również zęby skórne jak Acanthodii. Szczęki oraz łuki skrzelowe były tak szerokie jak same płetwy piersiowe. Przypuszcza się jednak, że pozorna szerokość łuków skrzelowych wynika ze spłaszczenia podczas przykrycia osadami osobnika. Zęby były typu diplodontycznego. Sugeruje się, że płetwy piersiowe u Doliodus powstały nieco bliżej brzusznej linii środkowej. Ponadto płetwy u Doliodus są zlokalizowane tylno-bocznie względem regionu kości kruczej (jak u wielu współczesnych rekinów), a nie bocznie od niego (np. jak u Cladoselache). Opisywana ryba różni się od wielu innych paleozoicznych chrzęstnoszkieletowych, u których zmienna liczba promieni płetw (połączonych lub niepołączonych) styka się z kością łopatkowo-kruczą przed dużą chrząstką podstawną.

## Paleoekologia
W Campbell Formation (Nowy Brunszwik), gdzie znajdywano pozostałości po faunie i florze istniejącej w emsie odnajdywano skamieniałości ryb, wielkoraków (Pterygotus), wczesnych zwierząt lądowych czy ichnoskamieniałości.